# Pankraz Habruner
Pankraz Habruner (* 15. September 1880 in Höchstadt an der Aisch; † 10. August 1964 in München) war ein deutscher Landrat.

## Leben
Nach dem Abitur am Gymnasium Metten leistete Pankraz Habruner seinen Militärdienst als Einjährig-Freiwilliger und studierte Rechtswissenschaften an der Ludwig-Maximilians-Universität München (dort Mitglied der AGV München) und der Friedrich-Alexander-Universität Erlangen-Nürnberg. Nach der ersten juristischen Staatsprüfung im Jahre 1904 schloss sich der dreijährige Vorbereitungsdienst an. 1907 legte er das große juristische Staatsexamen (früher Staatskonkurs) ab, kam als Akzessist zur Regierung von Oberbayern und wurde als juristischer Hilfsarbeiter zur Kammer der Reichsräte der Krone Bayerns abgeordnet. Zum Jahresbeginn 1913 wurde er Assessor beim Bezirksamt Viechtach. Habruner musste Kriegsdienst leisten und wurde nach dem Krieg Assessor beim Bezirksamt München. Am 1. September 1922 wurde er Regierungsrat und kam zur Regierung von Oberbayern. Am 1. Februar 1929 erhielt er die Ernennung zum Bezirksamtsvorstand des Bezirksamts Cham. Im Juli 1933 wechselte er zum Bezirksamt Bad Aibling als dessen Vorsteher. Dort blieb er bis zum 30. November 1933, als er Bezirksamtsvorstand in Rosenheim wurde. Dort blieb er bis zu seiner Absetzung durch die Nationalsozialisten im Jahre 1934. Am 1. September 1936 fand er Beschäftigung bei der Landesversicherungsanstalt Schwaben. Am 1. März 1937 vorzeitig in den Ruhestand verabschiedet, wurde er nach dem Krieg von der amerikanischen Militärregierung als kommissarischer Landrat in Rosenheim eingesetzt und  1946 zum Landrat gewählt. In diesem Amt blieb er bis 1948. Sein Nachfolger wurde Georg Knott (CSU).
Der Mediziner Carl Schindler war sein Schwager.